# Erövringen av apornas planet
Erövringen av apornas planet (originaltitel: Conquest of the Planet of the Apes) är en amerikansk science fictionfilm från 1972 och den fjärde installationen i en serie av fem filmer om Apornas planet producerade av Arthur P. Jacobs åren 1968–1973. Filmen regisserades av J. Lee Thompson och har Roddy McDowall och Don Murray i huvudrollerna.
Filmen är en uppföljare till Flykten från apornas planet (1971) och efterföljdes av Slaget om apornas planet (1973).

## Rollista
| Roddy McDowall    | – Caesar         |
| Don Murray        | – guvernör Breck |
| Ricardo Montalbán | – Armando        |
| Natalie Trundy    | – Lisa           |
| Hari Rhodes       | – MacDonald      |